# 이둘리오 이슬라스
이둘리오 이슬라스 고메스(스페인어: Idulio Islas Gómez, 1987년 1월 16일~)는 멕시코의 태권도 선수이다. 2008년 하계 올림픽에 남자 페더급에 참가했으며 세계 선수권 대회에서 동메달 1개, 팬아메리카 선수권 대회에서 금메달 1개, 은메달 1개를 획득했다.